# Jean Pierre André Amar
Pour les articles homonymes, voir Amar.
Jean-Pierre-André Amar, né le 11 mai 1755 à Grenoble, mort le 21 décembre 1816 dans l'ancien 11e arrondissement de Paris, est un homme politique de la Révolution française.

## Biographie

### Origines familiales et parcours pré-révolutionnaire
Jean-Pierre-André Amar est issu d'une famille bourgeoise anoblie du Dauphiné. Son grand-père Antoine Amar, originaire du Champsaur, est directeur de la Monnaie de Grenoble sise Rue des Vieux-Jésuites, actuelle Rue Jean-Jacques Rousseau. Son père Jean Amar est avocat au Parlement de Paris. Son frère Antoine Amar est propriétaire à Barraux. Jean-Pierre-André Amar effectue ses études au collège Royal-Dauphin de Grenoble puis à l'Université d'Orange. Il devient avocat au Parlement de Grenoble et reprend la charge de trésorier de France.

### Mandat à la Convention
La monarchie constitutionnelle, mise en place en application de la constitution du 3 septembre 1791, prend fin à l'issue de la journée du 10 août 1792 : les bataillons de fédérés bretons et marseillais et les insurgés des faubourgs de Paris prennent le palais des Tuileries. Louis XVI est suspendu et incarcéré avec sa famille à la tour du Temple. 
En septembre 1792, Jean-Pierre-André Amar est élu député du département de l'Isère, le cinquième sur neuf, à la Convention nationale. 
En octobre 1792, Amar est élu membre suppléant du Comité des secours publics. En juin 1793, il est élu membre du Comité de Sûreté générale, où il siège jusqu'en vendémiaire an III (octobre 1794). En août 1793, il est élu secrétaire, aux côtés de Joseph Fayau et de Léonard Bourdon, sous la présidence de Marie-Jean Hérault de Séchelles. En germinal an II (avril 1794), il est élu président de la Convention nationale et ses secrétaires sont Jacques Monnot et Albert Ruelle. 
Il siège sur les bancs de la Montagne. Lors du procès de Louis XVI, il vote la mort et rejette l'appel au peuple et le sursis à l'exécution. En avril 1793, il est absent lors du scrutin sur la mise en accusation de Jean-Paul Marat. En mai, il est vote contre le rétablissement de la Commission des Douze. 
Le 9 mars 1793, Amar, aux côtés de Jean-Marie-François Merlino, est envoyé en mission dans les départements de l'Ain et de l'Isère afin d'accélérer la levée en masse décrétée en février. Au terme de leur mission, cinq cents personnes sont mises en état d'arrestation. 
Au nom du Comité de Sûreté générale, Amar émet un nombre important de rapports et de dénonciations. 
Fin juin 1793, il demande et obtient le décret d'arrestation contre Claude Masuyer, député de Saône-et-Loire, pour avoir aidé à l'évasion de Jérôme Pétion. Fin juillet, il dénonce et obtient l'arrestation de Jean Duprat et d'Agricol Minvielle, députés des Bouches-du-Rhône, et de Jacques-Nicolas Vallée, député de l'Eure-et-Loir, accusés de complicité avec Charles Barbaroux. 
Le 3 octobre 1793, au terme de son rapport sur « la conspiration de Brissot et de ses complices », il fait décréter d'accusation devant le tribunal révolutionnaire quarante-trois députés et fait décréter d'arrestation soixante-treize députés qui ont signé une protestation contre les journées du 31 mai et du 2 juin. Le 30 vendémiaire an II (le 21 octobre 1793), il fait décréter d'accusation d'accusation Jacques-Antoine Dulaure, député du Puy-de-Dôme et rédacteur en chef du journal Le Thermomètre du Jour. 
Au printemps de l'an II, il inculpe les députés dantonistes François Chabot, Joseph Delaunay, Fabre d’Églantine et Julien de Toulouse dans l'affaire de la Compagnie des Indes.
Parallèlement, le 9 brumaire an II (30 octobre 1793), Amar fait adopter l'interdiction aux femmes de fréquenter les sociétés populaires, mesure contre laquelle seul le député Charlier s'élève. La mesure, d'après Christine Le Bozec, amorce un coup d'arrêt aux acquis féministes de la Révolution.
Amar est impliqué dans la crise du 9 thermidor. Lui et ses collègues Barère, Billaud-Varenne, Collot d'Herbois du Comité de Salut public, David, Vadier et Voulland du Comité de Sûreté générale, sont cependant dénoncés dès fructidor an II (fin août 1794) par Laurent Lecointre comme complices de Robespierre, de Couthon et de Saint-Just. Au terme de l'insurrection du 12 germinal an III, Amar est décrété d'arrestation et incarcéré au fort de Ham. Il bénéficie de l'amnistie rendue lors de la séparation de la Convention en brumaire an IV (octobre 1795).

### Du Directoire à la fin de vie
Sous le Directoire, Amar n'exerce pas de mandat. Il fréquente le club du Panthéon, est inculpé dans la conjuration des Égaux mais est acquitté par la Haute Cour de Vendôme puis par le tribunal de la Seine. Il n'exerce pas non plus de mandat sous le Consulat ni sous le Premier Empire. Il n'est pas compris dans la loi du 12 jenvier 1816 contre les régicides, n'ayant pas adhéré l'Acte additionnel lors des Cents-Jours. À la fin de sa vie, il se tourne vers la piété et traduit en français les œuvres d'Emmanuel Swedenborg.

## Cinéma
- Danton (1983), film réalisé par Andrzej Wajda. Rôle joué par Krzysztof Globisz.